# اورسولا لو گویین
اورسولا کروبر لو گویین (به انگلیسی: Ursula Kroeber Le Guin) نویسندهٔ فمینیست سبک علمی–تخیلی بود. لوگویین یکی از نویسندگان شاخص سبک علمی-تخیلی فمینیستی است. لو گویین در عرصه‌های رمان، شعر، داستان کودکان و جستارنویسی طبع‌آزمایی کرده‌است، اما بیشترین شهرتش به خاطر داستان‌های علمی‌تخیلی و فانتزی‌هایی است که به شکل داستان کوتاه یا رمان نوشته‌است. او که اولین داستان‌هایش را در این‌گونه ادبی در دهه ۱۹۶۰ به چاپ رساند، اکنون یکی از مهم‌ترین نویسندگان داستان‌های علمی‌تخیلی محسوب می‌شود.
یکی از مشهورترین آثار لو گویین داستان علمی–تخیلی دست چپ تاریکی (۱۹۶۹) است که به جامعه‌ای بدون جنس می‌پردازد. مجموعه چهارگانهٔ دریای‌زمین (۱۹۹۰–۱۹۶۸) از جمله آثار علمی–تخیلی او است. وی چندین بار برندهٔ جایزه‌های هوگو و نبیولا شده‌است.
مشهورترین آثار لو گویین علمی تخیلی هستند، اما او آثاری گوناگون شامل بیش از ۱۹ رمان علمی–تخیلی و خیال‌پردازی؛ ۹ جلد داستان کوتاه، مقالات، ترجمه، ۱۳ کتاب کودکان و شعر آفریده‌است.
او حتی با آهنگساز آوانگارد دیوید بوفورد در ساختن اپرایی در سال ۱۹۸۵ همکاری کرد. او «اپرایی برای ریگل ۹» را دربارهٔ گروهی از فضانوردان بر روی سیاره‌ای غریب نوشت. بزنگاه داستان این است که تنها یکی از فضانوردان می‌تواند شهری بیگانه را ببیند.
آثار لو گویین حامل دیدگاه‌های در حال تحول او در مورد علوم اجتماعی، فمینیسم، محیط گرایی و آرمان‌شهرها هستند.

## زندگی
این نویسندهٔ آمریکایی در ۲۱ اکتبر ۱۹۲۹ در برکلی کالیفرنیا به دنیا آمد. لو گویین در ۱۱ سالگی اولین داستانش را برای مجله داستان‌های شگفت‌انگیز فرستاد که البته داستان پذیرفته نشد. اولین نوشته‌های او داستان‌هایی غیرفانتزی در مورد کشورهایی تخیلی بودند.
بعد از مهاجرت به فرانسه او در جستجوی راهی برای نگارش داستان‌های قابل انتشار بود که علائق او را بیان کنند، علائق قدیمی‌اش به داستان‌های علمی-تخیلی را دوباره زنده و شروع به انتشار منظم آثاری در این ژانر در ابتدای دهه ۱۹۶۰ کرد. او با انتشار رمان دست چپ تاریکی که در آن سال هر دو جایزه هوگو و جایزه نیبولا را برد به شهرت رسید.
اغلب آثار علمی-تخیلی لوگویین از سایر نمونه‌های این جنس ادبی با تأکید شدیدشان بر «علوم اجتماعی»، از جمله جامعه‌شناسی و انسان‌شناسی متمایز می‌شوند. در آثار او اغلب با استفاده از خلق فرهنگ‌های نامعمول بیگانه پیام‌هایی دربارهٔ فرهنگ خودمان داده می‌شود؛ یک مثال، کاوش در مسئله هویت جنسی از طریق نقل ماجرای اهالی همواره در حال تغییر هویت جنسی در دست چپ تاریکی است.
لوگویین به خاطر توانایی‌اش در خلق دنیاهای قابل باور با ساکنانی دارای شخصیت‌های عمیقاً انسانی (جدا از این که این افراد از لحاظ فنی «انسان» باشند یا نه) معروف است. آثار فانتزی او (مانند سری کتاب‌های دریا-زمین) نسبت به آثار نویسندگانی مانند جی.آر.آر. تالکین تمرکز بسیار بیشتری بر وضعیت انسانی دارند. صحنه بسیاری از داستان‌های کوتاه او در دنیای ما در زمان حال یا آینده نزدیک است. این نویسنده به خاطر کاوش در مورد مضامین گوناگون تائوئیستی، فمینیستی، روان‌شناختی و جامعه‌شناختی و سبک مثال‌زدنی‌اش در داستان‌هایش مورد توجه بوده‌است.
آثار وی حامل دیدگاه‌های در حال تحول او در مورد فمینیسم، محیط گرایی و آرمان‌شهرها بوده‌اند و بعضی آن‌ها را «معلم منشانه» نامیده‌اند. دایانا لیورمن رئیس مؤسسه تغییر محیط زیست دانشگاه آکسفورد دربارهٔ لوگرین می‌گوید: «آثار او در مورد اندیشه دربارهٔ موضوعات جنسیتی بسیار پرمعنایند.»

## جوایز
وی چندین بار برندهٔ جایزه‌های هوگو، لوکس و نبیولا شده‌است. همچنین جایزه استاد بزرگ گاندالف در سال ۱۹۷۹ و جایزه استاد بزرگ در سال ۲۰۰۳ به او اعطا شد.

## آثار
مشهورترین آثار وی «دست چپ تاریکی» (۱۹۶۹) و چهارگانهٔ «دریای‌زمین» (۱۹۹۰–۱۹۶۸) هستند، اما او آثاری گوناگون شامل بیش از ۱۹ رمان علمی-تخیلی و فانتزی؛ ۹ جلد داستان کوتاه، مقالات ترجمه، ۱۳ کتاب کودکان و شعر آفریده‌است.

### داستان کوتاه
- کسانی که از خیر اُمِلاس گذشتند

### مقالات
- سارتر چه بر سر جایزهٔ نوبل آورد؟ (ترجمهٔ هوشمند دهقان، انتشارات ترجمان علوم انسانی)

### سبک‌های دیگر
لو گویین با آهنگساز آوانگارد دیوید بوفورد در ساختن اپرایی در سال ۱۹۸۵ همکاری کرد. او «اپرایی برای ریگل ۹» را دربارهٔ گروهی از فضانوردان بر روی سیاره‌ای غریب نوشت. بزنگاه داستان این است که تنها یکی از فضانوردان می‌تواند شهری بیگانه را ببیند.